# Ferenc Kocsis (Ringer)

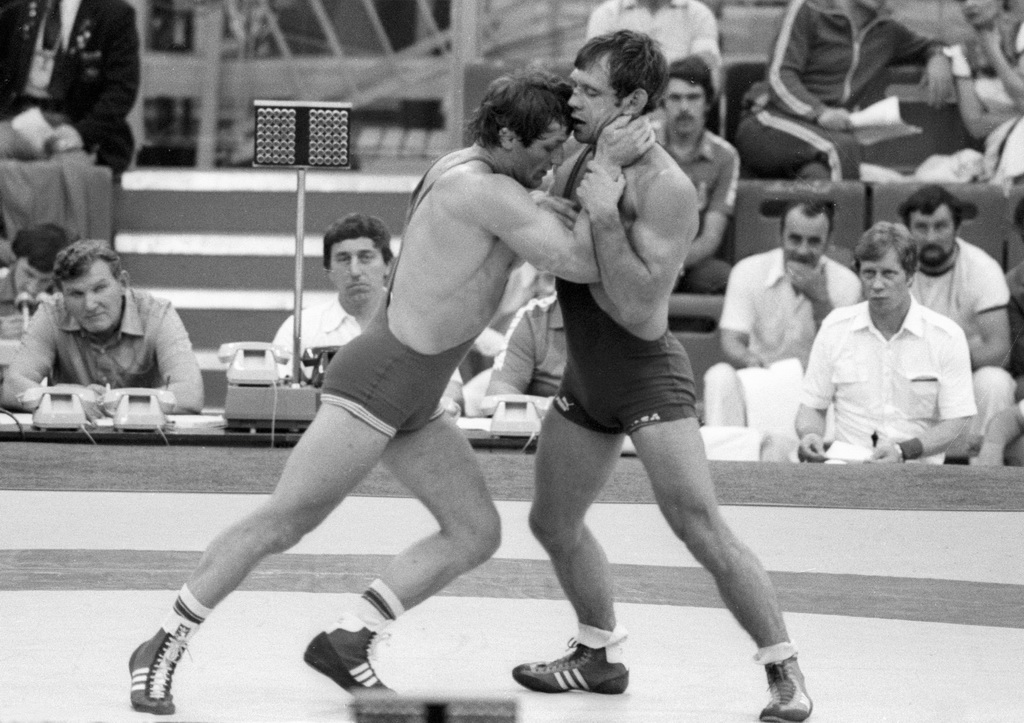
Ferenc Kocsis (l.) bei den Olympischen Spielen 1980 im Endkampf gegen Anatoli Bykow

Ferenc Kocsis [ˈfɛrɛnts ˈkotʃiʃ] (* 8. Juli 1953 in Budapest) ist ein ehemaliger ungarischer Ringer.

## Laufbahn
Er wuchs in seiner Geburtsstadt auf und begann dort im Alter von zehn Jahren mit dem Ringen. Bei seinem ersten Verein Kinizsi Húsos erlernte er von Andor Mángó die ersten Griffe und kam im Jugendbereich auch zu ersten Erfolgen. 1983 wurde er zum ersten Mal ungarischer Meister bei den Senioren im Weltergewicht im griechisch-römischen Stil, dem Stil, den er ausschließlich rang. Im Laufe seiner Karriere, in der er auch für Honvéd Budapest und Ganz-MAVAG Budapest rang, hatte er noch einige andere Trainer, denen er viel verdankte. Es waren dies Gyula Tóth, Károly Jurida, Ferenc Kiss, Ferdinand Müller und Csaba Hegedűs.
Seinen Einstand auf der internationalen Ringermatte gab Kocsis bei der Europameisterschaft 1976 in Leningrad, wo er den 5. Platz belegte. Für die Olympischen Spiele 1976 wurde er vom ungarischen Ringerverband nicht nominiert. Bei seinem nächsten Start bei einer internationalen Meisterschaft, der Weltmeisterschaft 1977 in Göteborg, feierte er sechs Siege und kam doch nur auf den dritten Platz. Eine Doppelniederlage gegen Janko Schopow aus Bulgarien, beide Ringer wurden dabei disqualifiziert, kostete ihm wahrscheinlich den Titel. Auch bei der Weltmeisterschaft 1978 rang Kocsis sehr gut, erzielte fünf Siege und verlor erst im Finale gegen Arif Niftulajew aus der UdSSR.
Mit dem Sieg bei der Europameisterschaft 1979 in Bukarest begann für Kocsis eine Serie von vier Titelgewinnen in Folge. 1979 wurde er auch Weltmeister in San Diego, 1980 Olympiasieger in Moskau und 1981 Europameister in Göteborg. Den Olympiasieg, den größten Erfolg seiner Laufbahn, errang er durch einen am seidenen Faden hängenden Sieg über Anatoli Bykow aus der UdSSR. Kurz vor Schluss dieses Kampfes waren beide Ringer mit zwei Verwarnungen wegen Passivität belastet. Das Kampfgericht sprach dann die dritte Verwarnung für Bykow aus, und Kocsis war Olympiasieger.
1983 schließlich gewann Ferenc Kocsis im heimischen Budapest noch einen fünften Titel, den des Europameisters. Bei den Europameisterschaften 1984 wurde er von einem Ringer besiegt, der für viele Jahre eine dominierende Rolle in der Weltergewichtsklasse spielen sollte, Michail Mamiaschwili aus der UdSSR. Die Teilnahme an den Olympischen Spielen 1984 in Los Angeles blieb Kocsis durch den Boykott dieser Spiele durch die sozialistischen Staaten verwehrt.
Er trat 1985 vom Ringkampfsport zurück, arbeitete zunächst als Vereinstrainer für Ringen in Ungarn und übernahm 1990 von Csaba Hegedűs das Amt des ungarischen Nationaltrainers für den griechisch-römischen Stil. Er war in diesem Amt sehr erfolgreich und führte Péter Farkas, Jenő Bódi und István Majoros zu großen Erfolgen. Für seine Verdienste um den Ringersport wurde er im September 2013 in die FILA International Wrestling Hall of Fame aufgenommen.

## Internationale Erfolge
(OS = Olympische Spiele, WM = Weltmeisterschaft, EM = Europameisterschaft, GR = griechisch-römischer Stil, We = Weltergewicht, damals bis 74 kg Körpergewicht)
- 1976, 5. Platz, EM in Leningrad, GR, We, mit Siegen über Mikko Huhtala, Finnland, Niels Madsen, Dänemark und Gheorghe Ciobotaru, Rumänien und Niederlagen gegen Iossif Beriaschwili, UdSSR und Petros Galaktopoulos, Griechenland;
- 1977, 3. Platz, WM in Göteborg, GR, We, mit Siegen über Christos Konstandopoulos, Griechenland, Jaques van Lancker, Belgien, Stanisław Krzesiński, Polen, Karol Kasap, Jugoslawien, Lennart Lundell, Schweden und einer Niederlage gegen Vitezlav Macha, ČSSR; im Kampf Kocsis gegen Janko Schopow, Bulgarien, wurden beide Ringer wegen Passivität disqualifiziert;
- 1978, 2. Platz, WM in Mexiko-Stadt, GR, We, mit Siegen über Edy Weber, Schweiz, Kasap, Adalberto Barban, Kuba, Huhtala, John Matthews, USA, Ciobotaru und einer Niederlage gegen Arif Niftulajew, UdSSR;
- 1979, 1. Platz, EM in Bukarest, GR, We, mit Siegen über Huhtale, Ciobotaru, Kasap, Gelal Taskiran, Türkei, Wegeslaw Markatitschew, UdSSR und Andrzej Franas, Polen; im Kampf Kocsis gegen Nedo Nedew, Bulgarien, wurden beide Ringer wegen Passivität disqualifiziert;
- 1979, 1. Platz, WM in San Diego, GR, We, mit Siegen über van Lancker, Macha, Tsujiro Noguki, Japan, Wjatscheslaw Martynow, UdSSR und Karl-Heinz Helbing, BRD; im Kampf Kocsis gegen Schopow wurden beide Ringer wegen Passivität disqualifiziert;
- 1980, Goldmedaille, OS in Moskau, GR, We, mit Siegen über Kaj Jägersgaard, Dänemark, Kasap, Schopow, Gheroge Minea, Rumänien, Huhtala und Anatoli Bykow, UdSSR;
- 1981, 1. Platz, EM in Göteborg, GR, We, mit Siegen über Peter Thätner, DDR, Franz Ransmayer, Österreich, Philippe Vidal, Frankreich, Lundell, Andrzej Supron, Polen und Wladimir Galkin, UdSSR;
- 1981, 3. Platz, Turnier in Västerås, GR, We, hinter Supron und Lundell und vor Wiesław Dziadura, Polen, Magnus Fredriksson, Schweden und Jim André, USA;
- 1981, 9. Platz, WM in Oslo, GR, We, mit Sieg über Dschafar Alizadeh, Iran und Niederlagen gegen Roger Tallroth, Schweden und Huhtala;
- 1983, 1. Platz, EM in Budapest, GR, We, vor Supron, Ștefan Rusu, Rumänien, Stojan Wassiliew, Bulgarien, Kasap und Rastislav Fojtík, ČSSR;
- 1984, 7. Platz, EM in Jönköping, GR, We, mit Siegen über Taskiran und Ransmayer und Niederlagen gegen Jouko Salomäki und Michail Mamiaschwili, UdSSR

## Ungarische Meisterschaften
Ferenc Kocsis wurde 1973, 1975, 1976, 1977, 1978, 1979, 1980 und 1981 ungarischer Meister im griechisch-römischen Stil im Weltergewicht.

## Privat
Kocsis ist seit 1985 verheiratet mit der Tischtennisspielerin Gabriella Szabó.